# Liste der Kreisstraßen im Landkreis Konstanz
Diese Liste enthält die Kreisstraßen im baden-württembergischen Landkreis Konstanz.

## Abkürzungen
- K: Kreisstraße
- L: Landesstraße

## Liste
Die Kreisstraßen behalten die ihnen zugewiesene Nummer nicht bei einem Wechsel in einen anderen Stadt- oder Landkreis. Nicht vorhandene bzw. nicht nachgewiesene Kreisstraßen sind kursiv gekennzeichnet, ebenso Straßen und Straßenabschnitte, die unabhängig vom Grund (Herabstufung zu einer Gemeindestraße oder Höherstufung) keine Kreisstraßen mehr sind.
Der Straßenverlauf wird in der Regel von Nord nach Süd und von West nach Ost angegeben.
| Nr.    | Verlauf |
| ------ | --- |
| K 6100 | K 6101 – L 220 in Radolfzell am Bodensee-Liggeringen |
| K 6101 | – K 6100 – K 6102 in Bodman-Ludwigshafen-Bodman – |
| K 6102 | in Stockach-Espasingen – K 6101 in Bodman-Ludwigshafen-Bodman |
| K 6104 | K 6180 in Stockach-Ursaul - Stockach-Im Moos - Stockach-Eggenried - Stockach-Hochreute - Stockach-Sailerhof - Stoackach-Neuhof - Stockach-Lichtberg - L 194 in Stockach-Winterspüren – Kreisgrenze – (K 7786 im Bodenseekreis) |
| K 6105 | K 6180 – K 6145 – K 6106 in Hohenfels-Mindersdorf – K 6176 in Hohenfels-Mindersdorf |
| K 6106 | K 6105 in Hohenfels-Mindersdorf – Hohenfels-Ratzenweiler - K 6145 in Hohenfels-Deutwang – Hohenfels-Hagendorn - Hohenfels-Vogthof - L 194 in Hohenfels-Kalkofen |
| K 6107 | K 6176 in Hohenfels-Mindersdorf – Hohenfels-Kühneberg - Hohenfels-Haslen - Hohenfels-Sattelöse - Kreisgrenze – (K 8226 im Landkreis Sigmaringen) |
| K 6108 | (K 8227 im Landkreis Sigmaringen) – Kreisgrenze – L 194 in Hohenfels-Selgetsweiler |
| K 6109 | – K 6176 – K 6180 in Mühlingen-Zoznegg |
| K 6110 | in Eigeltingen-Krätlemühle – K 6111 – Mühlingen-Gallmannsweil – K 6180 in Mühlingen-Mainwangen – Kreisgrenze – (K 8223 im Landkreis Sigmaringen) |
| K 6111 | (K 5934 im Landkreis Tuttlingen) – Kreisgrenze – K 6110 – Eigeltingen-Hintere Schweingruben - in Eigeltingen-Vordere Schweingruben |
| K 6112 | (K 5932 im Landkreis Tuttlingen) – Kreisgrenze – Eigeltingen-Glashütte – Eigeltingen-Rorgenwies – Eigeltingen-Tälehof - K 6177 in Eigeltingen-Ziegelhütten |
| K 6113 | L 440 – K 6177 |
| K 6114 | L 194 in Eigeltingen – Eigeltingen-Hirschlanden – Eigeltingen-Homberg – K 6115 in Eigeltingen-Münchhof – Stockach-Hinterer Eichenhof - K 6177 in Stockach-Raithaslach |
| K 6115 | K 6114 in Eigeltingen-Münchhof – Eigeltingen-Obere Mühle - Eigeltingen-Tannhof - Orsingen-Nenzingen-Häuserlehof – Orsingen-Nenzingen-Dürrenast - Orsingen-Nenzingen-Hofgut Hügle - Orsingen-Nenzingen-Lindenhof - L 194 |
| K 6116 | L 223 in Orsingen-Nenzingen-Orsingen – K 6117 in Orsingen-Nenzingen-Orsingen – in Orsingen-Nenzingen-Nenzingen |
| K 6117 | K 6116 in Orsingen-Nenzingen-Orsingen – Stockach-Waldegghof - K 6165 in Stockach-Wahlwies |
| K 6118 | K 6165 in Stockach-Wahlwies – in Bodman-Ludwigshafen-Mooshof |
| K 6119 | K 6177 in Eigeltingen-Honstetten – Eigeltingen-Breitesteinhof - Eigeltingen-Eckartsbrunn – L 194 in Eigeltingen – Orsingen-Nenzingen-Rebhaus - Orsingen-Nenzingen-Langenstein – K 6120 in Steißlingen-Wiechs – L 223 in Steißlingen |
| K 6120 | L 191 – K 6127 in Mühlhausen-Ehingen-Mühlhausen – K 6124 in Mühlhausen-Ehingen-Mühlhausen – L 189 in Volkertshausen – K 6119 in Steißlingen-Wiechs – Steißlingen-Schoren – L 223 |
| K 6121 | K 6122 in Singen (Hohentwiel)-Beuren an der Aach L 189 in Singen (Hohentwiel)-Beuren an der Aach – L 223 in Steißlingen |
| K 6122 | L 191 – Singen (Hohentwiel)-Dornermühle - K 6123 in Singen (Hohentwiel)-Hausen an der Aach – K 6124 in Singen (Hohentwiel)-Hausen an der Aach – K 6121 in Singen (Hohentwiel)-Beuren an der Aach – L 189 in Singen (Hohentwiel)-Beuren an der Aach |
| K 6123 | K 6122 in Singen (Hohentwiel)-Hausen an der Aach – L 189 in Singen (Hohentwiel)-Friedingen |
| K 6124 | K 6120 in Mühlhausen-Ehingen-Mühlhausen – K 6122 in Singen (Hohentwiel)-Hausen an der Aach |
| K 6125 | L 190 in Hilzingen-Duchtlingen – Hilzingen-Stutenhof - Singen (Hohentwiel)-Brunnenhof - L 191 in Singen (Hohentwiel)-Schwärzehof |
| K 6126 | in Hilzingen-Binningen – K 6134 – L 190 in Engen-Welschingen – L 191 in Engen-Welschingen |
| K 6127 | L 224 in Engen-Anselfingen – L 191 in Engen-Talmühle – Engen-Neuhausen – K 6178 in Engen-Sonnenbühlhof – Mühlhausen-Ehingen-Riedmühle - Mühlhausen-Ehingen-Ehingen im Hegau – K 6120 in Mühlhausen-Ehingen-Mühlhausen – L 191 in Mühlhausen-Ehingen-Mühlhausen |
| K 6128 | (K 5930 im Landkreis Tuttlingen) – Kreisgrenze – Engen-Biesendorf – Kreisgrenze – (K 5930 im Landkreis Tuttlingen) |
| K 6129 | (K 5926 im Landkreis Tuttlingen) – Kreisgrenze – K 6130 in Engen-Stetten – L 191 in Engen-Hegaublick – Kreisgrenze – (K 5927 im Landkreis Tuttlingen) |
| K 6130 | K 6129 in Engen-Stetten – Engen-Zimmerholz – L 191 in Engen-Altdorf |
| K 6131 | (K 5923 im Landkreis Tuttlingen) – Kreisgrenze – L 224 in Tengen-Watterdingen |
| K 6132 | (K 5748 im Schwarzwald-Baar-Kreis) – Kreisgrenze – K 6136 in Tengen-Uttenhofen – K 6135 in Tengen – in Tengen |
| K 6133 | L 224 in Tengen-Wannenhof – in Tengen-Blumenfeld |
| K 6134 | in Tengen-Blumenfeld – Tengen-Weil – K 6126 |
| K 6135 | – Tengen-Talheim – K 6132 in Tengen |
| K 6136 | K 6132 in Uttenhofen – Tengen-Waldhof - K 6137 |
| K 6137 | (K 5924 im Landkreis Tuttlingen) – Kreisgrenze – Tengen-Berghof - L 224 in Tengen – in Tengen – K 6140 in Tengen-Mittlere Mühle - Tengen-Haslacherhof - K 6136 – Tengen-Hauhof - K 6139 in Tengen-Wiechs am Randen – K 6138 in Tengen-Wiechs am Randen |
| K 6138 | ( in der Schweiz) – Staatsgrenze – (zollfreie Straße für den Schweizer Verkehr) – K 6137 in Tengen-Wiechs am Randen – Staatsgrenze – ( in der Schweiz) |
| K 6139 | K 6137 in Tengen-Wiechs am Randen – Tengen-Kirchstetten - Staatsgrenze – (Schweiz) |
| K 6140 | K 6137 in Tengen-Mittlere Mühle – Tengen-Untere Mühle (Beimühle) - Tengen-Körbeltalhof - Tengen-Degenhof – L 188 in Tengen-Büßlingen |
| K 6141 | L 188 in Tengen-Büßlingen – K 6142 in Hilzingen-Schlatt am Randen – Staatsgrenze – (Schweiz) |
| K 6142 | – K 6141 in Hilzingen-Schlatt am Randen |
| K 6143 | (Schweiz) – Staatsgrenze – K 6144 in Gottmadingen-Ebringen – K 6146 in Gottmadingen-Ebringen – K 6147 in Hilzingen-Dietlishof – in Hilzingen |
| K 6144 | in Hilzingen-Riedheim – K 6143 in Gottmadingen-Ebringen – Gottmadingen-Sonnenhof - K 6146 – in Gottmadingen |
| K 6145 | K 6105 – K 6106 in Hohenfels-Deutwang |
| K 6146 | K 6144 – K 6143 in Gottmadingen-Ebringen |
| K 6147 | K 6143 in Hilzingen-Dietlishof – L 190 in Hilzingen |
| K 6148 | L 190 in Gottmadingen-Petersburg – in Gottmadingen |
| K 6149 | (Schweiz) – Staatsgrenze – L 190 in Gottmadingen-Randegg |
| K 6150 | L 190 in Gottmadingen-Randegg – Gottmadingen-Murbach – Staatsgrenze – (Schweiz) |
| K 6151 | L 190 in Gailingen am Hochrhein – Gailingen am Hochrhein-Zoll Ost - Gailingen am Hochrhein-Winkelhof - Staatsgrenze – (329 in der Schweiz) |
| K 6152 | (Schweiz) – Staatsgrenze – L 202 in Gailingen am Hochrhein-Rheinburg – L 190 in Gailingen am Hochrhein |
| K 6153 | L 202 in Büsingen am Hochrhein – Staatsgrenze – (Schweiz) |
| K 6154 | (Schweiz) – Staatsgrenze – L 202 in Büsingen am Hochrhein |
| K 6155 | Rielasingen-Worblingen-Arlen – L 191 in Rielasingen-Worblingen-Rielasingen |
| K 6156 | (Schweiz) – Staatsgrenze – Öhningen (Bodensee)-Waldheim – Öhningen (Bodensee)-Hof Riedern – Öhningen (Bodensee)-Litzelshausen – L 193 in Öhningen (Bodensee)-Schienen – Öhningen (Bodensee)-Sandhof - Öhningen (Bodensee)-Weingartenhof - Öhningen (Bodensee)-Wieshof - Öhningen (Bodensee)-Oberbühlhof - Öhningen (Bodensee)-Oberer Salenhof - Öhningen (Bodensee)-Unterer Salenhof - Öhningen (Bodensee)-Ziegelhof - L 192 in Öhningen (Bodensee)-Wangen                                                                       |
| K 6157 | L 191 in Singen (Hohentwiel)-Südstadt – K 6158 – L 222 in Singen (Hohentwiel)-Bohlingen |
| K 6158 | L 191/L 222 in Rielasingen-Worblingen-Rielasingen – K 6157 – L 223 in Singen (Hohentwiel)-Überlingen am Ried – L 220 in Radolfzell am Bodensee-Rickelshausen |
| K 6160 | L 222 in Singen (Hohentwiel)-Bohlingen – K 6161 – L 193 in Moos (Bodensee)-Bankholzen – K 6162 in Moos (Bodensee)-Weiler |
| K 6161 | K 6160 – L 193 |
| K 6162 | L 192 in Moos (Bodensee)-Iznang – K 6160 in Moos (Bodensee)-Weiler – L 192 in Gaienhofen |
| K 6163 | K 6165 in Radolfzell am Bodensee-Stahringen – K 6164 in Radolfzell am Bodensee-Haldenstetten – Radolfzell am Bodensee-Reutehöfe – L 226 in Radolfzell am Bodensee-Kreuzbühlhof |
| K 6164 | in Singen (Hohentwiel)-Waldheimsiedlung – L 226a – L 223 in Steißlingen-Industriegebiet – L 226 in Steißlingen-Industriegebiet – K 6163 in Radolfzell am Bodensee-Haldenstetten |
| K 6165 | / – K 6117 in Stockach-Wahlwies – K 6118 in Stockach-Wahlwies – K 6163 in Radolfzell am Bodensee-Stahringen – in Radolfzell am Bodensee-Ziegelhof |
| K 6166 | L 220 in Radolfzell am Bodensee-Güttingen – Radolfzell am Bodensee-Tennhof - K 6167 in Radolfzell am Bodensee-Möggingen |
| K 6167 | K 6170 in Radolfzell am Bodensee-Stürzkreut – K 6166 in Radolfzell am Bodensee-Möggingen – L 220 in Radolfzell am Bodensee-Liggeringen |
| K 6168 | Radolfzell am Bodensee-Markelfingen Bahnhof – K 6170 in Radolfzell am Bodensee-Markelfingen – Allensbach-Gemeinmerkerhöfe - K 6169 – Allensbach-Stockenmühle - L 220 in Allensbach-Langenrain |
| K 6169 | K 6168 – K 6171 in Allensbach-Kaltbrunn |
| K 6170 | L 220 in Radolfzell am Bodensee-Unter Stürzkreut – K 6167 in Radolfzell am Bodensee-Stürzkreut – K 6168 in Radolfzell am Bodensee-Markelfingen – – K 6171 in Allensbach – in Allensbach |
| K 6171 | L 220 – Allensbach-Freudental – K 6169 in Allensbach-Kaltbrunn – K 6172 – K 6170 in Allensbach |
| K 6172 | K 6171 – Konstanz-Mühlhalder Hof – Konstanz-Dobelmühle - Konstanz-Dettingen – L 220 – L 219 in Dingelsdorf |
| K 6174 | in Bodman-Ludwigshafen-Ludwigshafen am Bodensee – Kreisgrenze – (K 7787 im Bodenseekreis) |
| K 6175 | (K 8271 im Landkreis Sigmaringen) – Kreisgrenze – K 6176 in Hohenfels-Liggersdorf – L 194 in Hohenfels-Kalkofen |
| K 6176 | K 6109 – Hohenfels-Eckartshöfe - K 6105 in Hohenfels-Mindersdorf – K 6107 in Hohenfels-Mindersdorf – Hohenfels-Riedhof - K 6175 in Hohenfels-Liggersdorf – L 194 in Hohenfels-Egelsee – Hohenfels-Vogelsang – Kreisgrenze – (K 8268 im Landkreis Sigmaringen) |
| K 6177 | in Engen-Scheurenbohl – Engen-Hangerhof - Engen-Haflingerhof - Engen-Bittelbrunn – K 6178 – Eigeltingen-Wasserburgerhof - K 6119 in Eigeltingen-Honstetten – Eigeltingen-Mühle - Eigeltingen-Reute im Hegau – Eigeltingen-Im Weierrösch - K 6112 in Eigeltingen-Ziegelhütten – L 440 in Eigeltingen-Guggenhausen – K 6113 – Stockach-Hatzenlochhof - K 6114 in Stockach-Raithaslach – Stockach-Lette - Stockach-Mahlspüren im Hegau – Stockach-Hardthof - Stockach-Unteres Härtle - Stockach-Oberes Härtle - in Stockach-Windegg |
| K 6178 | K 6177 – – K 6127 in Engen-Sonnenbühlhof |
| K 6179 | (K 5944 im Landkreis Tuttlingen) – Kreisgrenze – in Engen-Talmühle |
| K 6180 | (K 5941 im Landkreis Tuttlingen) – Kreisgrenze – K 6110 in Mühlingen-Mainwangen – Mühlingen – in Mühlingen-Mühlweiler – K 6109 in Mühlingen-Zoznegg – K 6105 – K 6104 in Stockach-Ursaul – Stockach-Besetze - / in Stockach-Hindelwangen |